# 모린 무어
모린 무어(Maureen Moore, 1951년 8월 12일 ~ )는 미국의 배우, 가수, 연극 배우, 텔레비전 배우, 영화배우이다.
월링퍼드에서 태어났다.

## 영화
- 굿바이 걸 (1977년)